# الموص
الموص (بالتركية: Almus) هي مدينة ومقاطعة من محافظة توقات في منطقة البحر الأسود، تركيا. رئيس البلدية هو حسن حسين أركان (حزب العدالة والتنمية).